# Edmund Kłopotowski
Edmund Kłopotowski (ur. 4 października 1888 w Lublinie, zm. 21 lutego 1936 w Warszawie) – polski ekonomista, działacz niepodległościowy i społeczny, wiceprezes Ligi Morskiej i Kolonialnej.

## Życiorys
Pochodził z rodziny herbu Pomian. W 1905 roku uczestniczył w organizacji strajku szkolnego w lubelskim gimnazjum. Ukończył Wyższą Szkołę Handlową w Warszawie. Działał w Związku Walki Czynnej i Polskiej Organizacji Wojskowej, był członkiem Straży Kresowej. Jako ochotnik wziął udział w wojnie polsko-bolszewickiej.
W II Rzeczypospolitej działał w szeregu organizacji społecznych. Był członkiem władz naczelnych Związku Młodzieży Wiejskiej, Organizacji Młodzieży Narodowej i Związku Polskiej Młodzieży Demokratycznej, Światowego Związku Polaków z Zagranicy, Polskiego Związku Zachodniego, wiceprezesem zarządu Ligi Morskiej i Kolonialnej oraz Funduszu Obrony Morskiej, współzałożycielem i skarbnikiem Funduszu Szkolnictwa Polskiego Zagranicą. Pracował jako dyrektor naczelny Państwowych Zakładów Przemysłowo-Zbożowych.
W 1936 roku Liga Morska i Kolonialna ustanowiła stypendium im. Edmunda Kłopotowskiego dla studentów Szkoły Morskiej w Gdyni, którego tradycje kontynuuje utworzony w 1998 roku przez Senat Wyższej Szkoły Morskiej (obecnie Akademii Morskiej w Gdyni) Fundusz Stypendialny, od 2006 roku fundacja.
Był mężem Zofii z Kunczyńskich (1891–1951).
Pochowany na cmentarzu Powązkowskim w Warszawie (kwatera 196-5-3).

## Ordery i odznaczenia
- Krzyż Niepodległości (13 kwietnia 1931)[3]
- Krzyż Oficerski Orderu Odrodzenia Polski (pośmiertnie, 25 lutego 1936)[4]
- Złoty Krzyż Zasługi
- Krzyż Wołynia
- Medal Pamiątkowy za Wojnę 1918–1921
- Odznaka honorowa „Za Walkę o Szkołę Polską”